# ۱۹۳۷ فورد

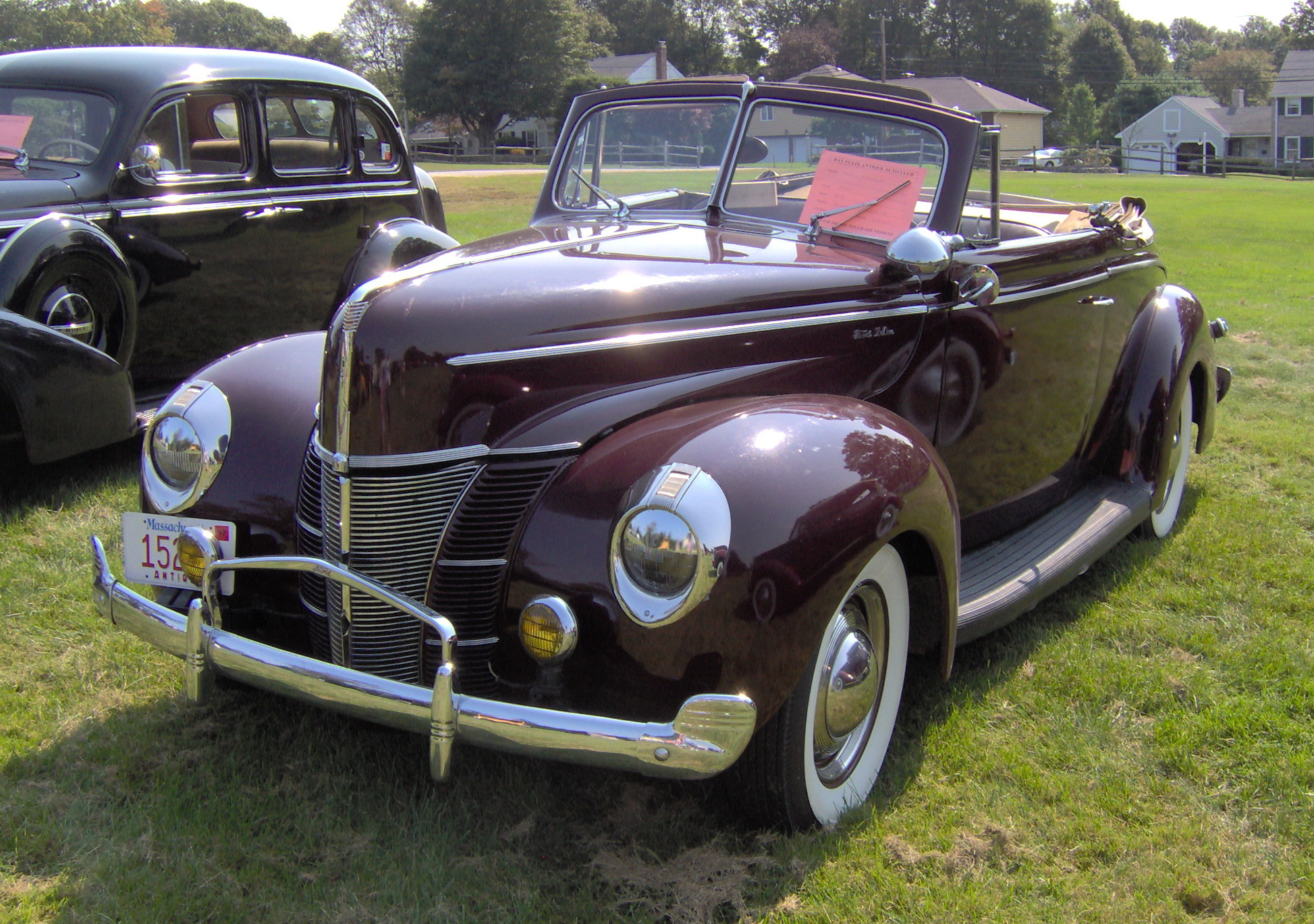

۱۹۳۷ فورد (به انگلیسی: 1937 Ford) خودرویی است که در سال‌های ۱۹۳۷–۱۹۴۰ میلادی تولید شده‌است. طراحی آن خودروهای موتور جلو-محور عقب بوده است.